# Aizuwakamacu
Aizuwakamacu (japonsky 会津若松市) je město v prefektuře Fukušima v Japonsku. K roku 2018 mělo přes 121 tisíc obyvatel.

## Poloha a doprava
Aizuwakamacu leží v severní části ostrova Honšú. Spadá do prefektury Fukušima v oblasti Tóhoku. Část jeho východní hranice tvoří jezero Inawaširo. Dále hraničí na severovýchodě s Inawaširem a Bandai, na severu s Kitakatou, Jugawou a Aizubange, na západě s Aizumisato, na jihu se Šimogó a Ten'nei a na jihovýchodě s Kórijamou.

## Dějiny
Dne 1. dubna 1889 vzniklo Wakamacu jako nově založené městečko. Jméno bylo změněno na Aizuwakamacu v roce 1955.

### Rodáci
- Jokomicu Riiči (1898–1947), spisovatel
- Sóičiró Hoši (* 1972), japonský dabér
- Judai Nitta (*1986), rychlostní cyklista